# روجر إل. إيدي
روجر إل. إيدي (بالإنجليزية: Roger L. Eddy)‏ هو سياسي أمريكي، ولد في 8 مايو 1958 بأوتاوا في الولايات المتحدة. حزبياً، نشط في الحزب الجمهوري. وقد انتخب عضو مجلس نواب إلينوي.